# Musée Rosenheim
Le Musée Rosenheim est un musée d'art contemporain allemand situé à Offenbach-sur-le-Main.
Il tire son nom de Bernd Rosenheim (de), qui s'est distingué comme artiste, documentariste et auteur. Le projet est financé par la Fondation Bernd-Rosenheim en 1993.
Après une première exposition, le musée a ouvert avec un fonctionnement régulier, le 13 avril 2008 avec l'exposition Le Masque du mythe.

## Sources
- (de) Cet article est partiellement ou en totalité issu de l’article de Wikipédia en allemand intitulé « Rosenheim-Museum » (voir la liste des auteurs).